# زنبورخوار سرسیاه
زنبورخوار سرسیاه (به لاتین: Merops breweri) گونه‌ای از پرندگان تیرهٔ زنبورخواران است. در جنگل‌های مناطق گرمسیری آفریقای مرکزی و غربی، محدوده آن شامل آنگولا، جمهوری آفریقای مرکزی، جمهوری کنگو، جمهوری دموکراتیک کنگو، ساحل عاج، گابن، غنا، نیجریه و سودان جنوبی یافت می‌شود.